# Czterowektor gęstości prądu elektrycznego
Czterowektor gęstości prądu elektrycznego to czterowektor definiowany w szczególnej teorii względności, przedstawiający gęstość przestrzenną ładunku elektrycznego i gęstość prądu elektrycznego w danym punkcie czasoprzestrzeni.

## Definicja 4-wektora prądu
|  |  | {\displaystyle J^{\mu }=\left(c\rho ,{\vec {J}}\right)=\rho \left(c,{\vec {v}}\right)=\gamma \rho _{0}\left(c,{\vec {v}}\right),} |  | (1) |

gdzie:
- {\displaystyle c} – prędkość światła,
- {\displaystyle {\vec {J}}=(J_{x},J_{y},J_{z})} – wektor gęstości prądu elektrycznego w przestrzeni trójwymiarowej,
- {\displaystyle \rho } – relatywistyczna gęstość ładunku elektrycznego, przy czym:
  - {\displaystyle \rho =\gamma \,\rho _{0},} gdzie {\displaystyle \rho _{0}} – spoczynkowa gęstość ładunku elektrycznego,
  - {\displaystyle \gamma ={\frac {1}{\sqrt {1-{\frac {v^{2}}{c^{2}}}}}},}
- {\displaystyle {\vec {v}}=(v_{x},v_{y},v_{z})} – wektor prędkości ładunków względem obserwatora.

## Zapis 4-wektora prądu za pomocą 4-wektora prędkości
Przy pomocy czterowektora prędkości można napisać czterowektor gęstości prądu elektrycznego w równoważny sposób:
|  |  | {\displaystyle J^{\mu }=c\rho _{0}u^{\mu },} |  | (2) |

gdzie:
- {\displaystyle u^{\mu }=\left(\gamma ,{\frac {\gamma }{c}}{\vec {v}}\right)} – czterowektor prędkości ładunku.

Definicja według wzoru (2) jest zgodna z definicją (1), gdyż:
{\displaystyle J^{0}=c\rho _{0}u^{0}=c\rho _{0}{\frac {1}{\sqrt {1-{\frac {v^{2}}{c^{2}}}}}}=c\rho _{0}\gamma =\rho c,}
{\displaystyle {\vec {J}}=\rho {\vec {v}}}
lub
{\displaystyle J^{i}=c\rho _{0}u^{i}=c\rho _{0}{\frac {v^{i}}{c{\sqrt {1-{\frac {v^{2}}{c^{2}}}}}}}=\rho _{0}\gamma v^{i}=\rho v^{i},} dla {\displaystyle i=1,2,3,}
gdzie:
{\displaystyle v^{1}=v_{x},v^{2}=v_{y},v^{3}=v_{z}.}
Z powyższego widać, że dla obserwatora, względem którego ładunki przemieszczają się z prędkością {\displaystyle v,} 4-wektor gęstości prądu ma składowe
1. część czasową, która przedstawia gęstość relatywistyczną ładunku (pomnożoną przez prędkość światła)
2. część przestrzenną, która jest wektorem gęstości relatywistycznej prądu (tj. iloczyn gęstości relatywistycznej ładunku pomnożonej przez wektor prędkość ładunków; analogiczny wzór jest w teorii klasycznej, gdzie gęstość prądu wyraża się iloczynem gęstości przestrzennej ładunku przez wektor prędkość ładunków).